# البومة الصياحة الملتحية
البومة الصياحة الملتحية (ميجاسكوبس بارباروس) هو نوع صغير من «البوم النموذجي» من فصيلة ستريجينا. تم اكتشافها في غواتيمالا والمكسيك.

## التصنيف والنظاميات
وصف فيليب سكلاتر وأوسبرت سالفين البومة الصياحة الملتحية لأول مرة في عام 1868. تشترك في جنس Megascops مع أكثر من 20 نوع من البوم الصياح. ولها جنس واحد محدد.  يُشتق الاسم المحدد barbarus من النوع المحلي لسانتا باربرا، فيرا باز، غواتيمالا، ويبدو أن «الملتحي» اشتقاق خاطئ منه (الملتحي سيكون بارباتوس). 

## الوصف
البومة االصياحة الملتحية هي الأصغر من جنسها في أمريكا الشمالية. طولها 16 إلى 20 سنتيمتر (6.3 إلى 7.9 بوصة) يزن الذكور حوالي 63 غرام (2.2 أونصة) والإناث 72 غرام (2.5 أونصة) . بالإضافة إلى كونها أثقل، فإن للإناث لها أجنحة وذيول أطول إلى حد ما، وفي كلا الجنسين تمتد الأجنحة إلى ما بعد الذيل. وكما لها لونان. وبشكل عام، يكون اللون السائد رماديًا فاتحًا والآخر يميل إلى الحمرة الداكنة، ولكن يبدو أن اغلب الإناث يميلون إلى اللون الأحمر. والبالغون من اللون الرمادي البني لها «طوق» على رقابها وبقع كثيفة من اللون الرمادي المائل إلى الأبيض. ومحيط الوجه أيضًا رمادي-بني محاط ببني مسود. والأجزاء السفلية شاحبة مع علامات داكنة تعطي مظهرًا عينيًا ويمتد النسيج إلى أصابع القدم تقريبًا. ويستبدل اللون المحمر باللون البني الرمادي ويكون مظهر البقع أقل وضوحًا. وكلاهما لهما اعين صفراء، ومنقار اخضر، وأصابع وردية اللون غير مغطاه بالريش.  

## اماكن تواجدها
تم العثور على البومة الصياحة الملتحية في وسط تشياباس ، والمكسيك جنوبًا وشرقًا من مرتفعات وسط وغرب جواتيمالا. ويتراوح الارتفاع في الغالب بين 1,800 و 2,000 متر (5,900 و 6,600 قدم) ولكنها تسكن عند مستوى منخفض يصل إلى 1,350 متر (4,430 قدم) وما يصل إلى 2,500 متر (8,200 قدم) . وتعيش عدة أنواع منها في الغابة الجبلية معتدلة الرطوبة؛ ومن الأمثلة على ذلك غابة الصنوبر والبلوط والغابات السحابية.   

## السلوك

### الحركة
لاتتعدى حدود منطقتها.

### التغذية
البومة الصياحة الملتحية هي ليلية بالكامل. تتغذى بشكل شبه محصور على المفصليات، وخاصة الخنافس، مع الصراصير والعث والعناكب والعقارب أيضًا. وتصطاد قريب من الأرض وعلى حافة الغابة، وتنتظر بترقب ثم تنقض على الفريسة في الأرض. لا تأخذ الفريسة إلى عشها لكنها تأكلها حيث تصطادها.  

### التكاثر
البومة الصياحة الملتحية إقليمية. ويبدو أن موسم تكاثرها يمتد من مارس إلى يونيو. العش الوحيد الذي تم العثور عليه كان في تجويف شجرة طبيعية حيث كانت أنثى حمراء تحضن فرخا رماديًا. 

### الصوت
صوت البومة الصياحة الملتحية ذو درجة هادئة ومنخفضة تشبه لعبة الكريكيت مدتها 3-5 [ثوانٍ] ، ترتفع وتنخفض في النهاية. «كلا الجنسين يغني، ولكن الذكور في كثير من الأحيان، وصوت الذكر له درجة أقل من الأنثى.» 

## الحالة
قام الـ IUCN في الأصل بتقييم البومة الصياحة الملتحية على أنها قريبة من التهديد. في عام 2012، تم تغيير التصنيف إلى ضعيف وفي عام 2020 إلى أقل قلق. يبلغ عددها ما لا يقل عن 20000 فرد ناضج ولكن يُعتقد أنه يتناقص.  يقدر مداها الإجمالي بحوالي 9,800 كيلومتر مربع (3,800 ميل2) .  أدرجها المسؤولون المكسيكيون على أنها مهددة بالانقراض في ذلك البلد بسبب إزالة الغابات على نطاق واسع.

## روابط خارجية
- http://www.owling.com/Bearded_Screech.htm